# Theodor Schindler (Politiker)
Anton Theodor Schindler (* 26. September 1818 in Wien; † 16. März 1885 ebenda) war ein österreichischer Gutsbesitzer und Politiker. 
Schindler war der Sohn eines Gutsbesitzers und lebte als Besitzer der Herrschaften Königsfeld und Retschkowitz (Mähren) auf seinen Besitzungen. Nach 1849 verlegte er seinen Wohnsitz nach Wien. Vom 23. Mai 1848 bis Mitte Juni 1848 vertrat er den Wahlkreis Mähren (Kreis Brünn, Tischnowitz) in der Frankfurter Nationalversammlung. Im Parlament blieb er fraktionslos. Sein Nachfolger war Alois Boczek.